# Leffingestraat

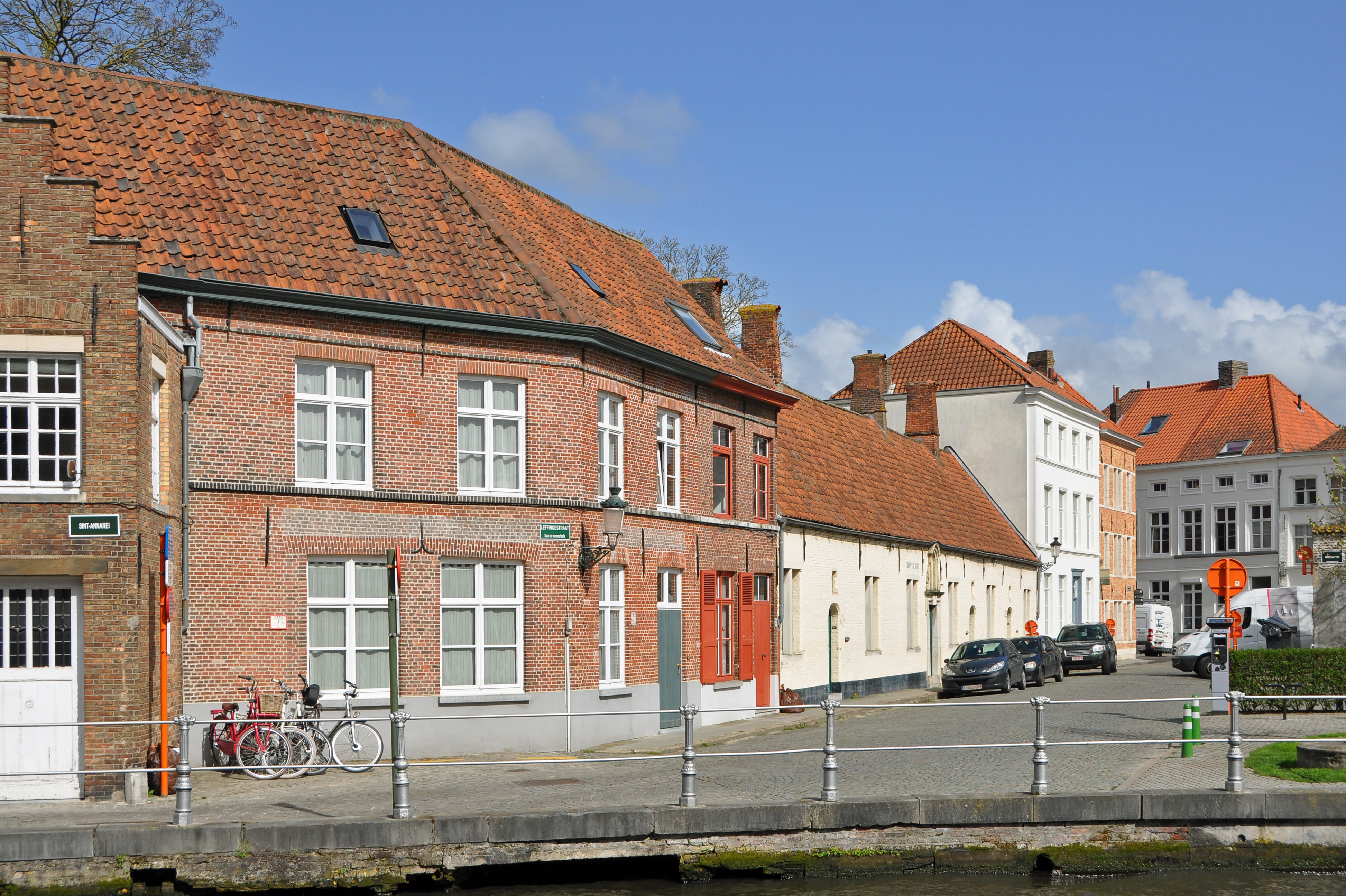
De Leffingestraat, met op de voorgrond de Sint-Annarei

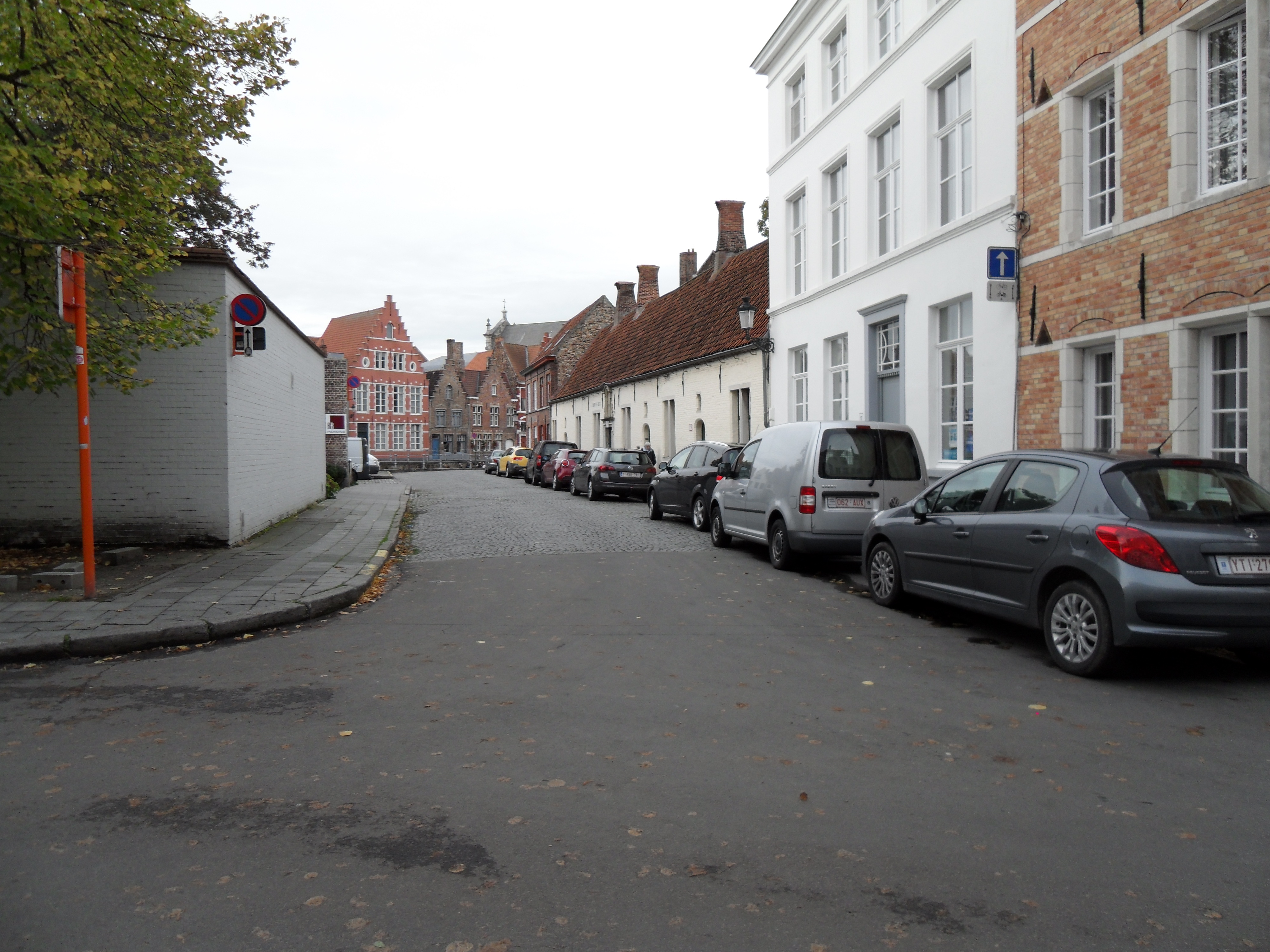
De Leffingestraat vanuit de Molenmeers

De Leffingestraat is een straat in Brugge.

## Beschrijving
De straat heeft de naam aangenomen van de familie van Leffinghe die er woonde.
Er is al een vermelding in 1302: vor ser Colard van Leffinghen.
Vermeldingen zijn er verschillende:
- 1399: Achter Leffinghen up Scottendijk;
- 1400: verdonkert straetkin jeghens leffinghemuer;
- 1550: Moorkins bricxkin bi Leffinghemuer.

Het herenhuis dat de familie er bouwde was door een lange muur omheind. Vandaar dat de straat vaak vernoemd werd als Bachten Leffinghe of Leffinghemuer.
De naam bleef behouden, ook nadat in de 15de eeuw de eigendom overgenomen werd door de edele heren van Ravenstein, leden van de Bourgondische hertogelijke familie.
De Leffingestraat loopt van de Molenmeers naar de Sint-Annarei.